# 楊佩樺
楊佩樺（1992年1月23日—），臺灣無黨籍女性政治人物，高雄市三民區人，前台灣基進黨員，曾任台灣基進發言人、台灣基進性別發展部主任秘書、台灣基進高雄黨部執行長，現任天主教聖功醫院臨床護理師、承遠健康服務協會理事長、高雄好過日協會理事長。曾任職於高雄榮民總醫院臨床護理師及擔任臨床教師。2021年10月，宣布代表台灣基進參選高雄市議員，落選；2024年列入台灣基進不分區立委名單，再度落選。
2025年3月2日退出台灣基進，理由為反對台灣基進與時代力量結盟。

## 選舉紀錄
| 年度 | 選舉屆數             | 選舉區             | 所屬政黨 | 得票數 | 得票率 | 當選標記 | 備註 |
| ---- | -------------------- | ------------------ | -------- | ------ | ------ | -------- | ---- |
| 2022 | 第四屆高雄市議員選舉 | 高雄市第十一選舉區 | 台灣基進 | 2,838  | 3.13%  |          |      |

## 軼事
楊佩樺因外型、身材與中國國民黨市議員邱軒相似，在拜票時常被誤認，但兩人政治理念南轅北轍，因此楊曾掛出著護理師服的看板，看板斗大字眼「可以胖不能壞」。
2025年4月25日，楊佩樺針對國民黨舉行的「反綠共，戰獨裁」遊行在臉書猛酸，民眾黨111釘孤枝「挺貪污」、國民黨426凱道「挺偽造」，真是很神奇的一群人。

## 外部連結
- 林園·大寮 楊佩樺的Facebook專頁
- 高雄市承遠健康服務協會的Facebook專頁
- 高雄好過日的Facebook專頁
- 高雄好過日協會官網 （页面存档备份，存于）